# Magda Vášáryová
Magdaléna „Magda” Vášáryová (ur. 26 sierpnia 1948 w Bańskiej Szczawnicy) – słowacka aktorka, dyplomata i polityk.

## Życiorys

### Wykształcenie i działalność artystyczna
W latach 1966–1971 studiowała socjologię na Uniwersytecie Komeńskiego w Bratysławie. Jako aktorka występowała w licznych teatrach, w tym Teatrze Narodowym w Bratysławie. Autorka m.in. Krátke listy jednému mestu (1988) – zbioru esejów o rodzinnej Bańskiej Szczawnicy. W 2008 wydała Polnočný sused, książkę o Polsce i relacjach słowacko-polskich.

### Polityka i dyplomacja
Po 1989 pełniła funkcję ambasadora Czechosłowacji w Austrii (1989–1992) oraz Słowacji w Polsce (2000–2005). Była założycielką słowackiego Stowarzyszenia na rzecz Polityki Zagranicznej (SFPA). W 1999 bez powodzenia jako niezależna kandydowała na urząd prezydenta Słowacji.
W 2005 wstąpiła do Słowackiej Unii Chrześcijańskiej i Demokratycznej (SKDÚ). W latach 2005–2006 pracowała w Ministerstwie Spraw Zagranicznych. W 2006, 2010 i 2012 uzyskiwała mandat deputowanej do Rady Narodowej z ramienia chadeckiej SKDÚ-DS. W wyborach samorządowych w 2010 została kandydatką na urząd prezydenta Bratysławy z poparciem pięciu centroprawicowych ugrupowań koalicji rządzącej, jednak ostatecznie uległa niezależnemu kandydatowi Milanowi Ftáčnikowi.
W 2013 (podobnie jak Lucia Žitňanská i Miroslav Beblavý) wystąpiła z SDKÚ-DS.

## Odznaczenia
W 2005 została odznaczona Krzyżem Komandorskim z Gwiazdą Orderu Zasługi Rzeczypospolitej Polskiej, a w 2010 wyróżniono ją Złotym Medalem „Zasłużony Kulturze Gloria Artis”. W 2019 została odznaczona Orderem Ľudovíta Štúra I klasy.

## Życie prywatne
Jest siostrą aktorki Emílii Vášáryovej. Jej pierwszym mężem był aktor Dušan Jamrich. Jej drugim mężem został reżyser i prozaik Milan Lasica. Ma dwie córki.

## Filmografia
- 1964: Senzi mama jako Eva
- 1965: Małgorzata, córka Łazarza jako Małgorzata
- 1968: Sladký čas Kalimagdory jako Kalimagdora
- 1968: Zbehovia a pútnici jako Dominika
- 1969: Kráľovská poľovačka jako Marta za młodu
- 1969: Ptaszki, sieroty i głupcy jako Marta
- 1970: Na kometě jako Angelika
- 1971: Babcia jako hrabina Hortensie
- 1971: Hry lásky šálivé jako służąca
- 1971: Princ Bajaja jako Slavěna
- 1972: …a pozdravuji vlaštovky jako Maruška Kudeříková
- 1973: Deň slnovratu jako Blanka
- 1973: Skrytý prameň jako Mária
- 1974: Powinowactwa z wyboru jako Ottilie
- 1976: Koncert pre pozostalých
- 1977: Rusalka jako Rusalka
- 1978: Krutá ľúbosť jako Kristka
- 1978: Pustý dvor jako Kristína
- 1980: Postrzyżyny jako Marja
- 1980: Temné slunce jako Kris
- 1984: Noc smaragdového měsíce jako Slávka
- 1985: Tichá radosť jako Soňa
- 1986: Lev s bílou hřívou jako Calma Veselá
- 1986: Alžbetin dvor jako Celesta Fabici
- 1986: Zkrocení zlého muže jako Tereza Buriánová
- 1987: Južná pošta jako Mária Jurkovičová
- 1987: Svět nic neví jako Jiřina Steinová
- 1990: Súkromné životy jako Elena